# Lakadivské moře
Lakadivské moře (malajálamsky ലക്ഷദ്വീപ കടല്) je okrajové moře Indického oceánu, které se nalézá v prostoru vymezeném Indií, Maledivami a Srí Lankou. Má rozlohu 786 000 čtverečních kilometrů, maximální hloubku 4131 metrů a průměrnou hloubku 1929 metrů. Jeho název je odvozen od Lakadiv – indického souostroví ležícího severně od Malediv.

## Poloha
Na severozápadě hraničí Lakadivské moře s Arabským mořem, ke kterému bývá v rámci oceánografie často řazeno. Svou východní částí zvanou Manarský záliv hraničí na východě přes Adamův most s Bengálským zálivem.